# Суперкубок Косова з футболу 2016
Суперкубок Косова з футболу 2016 — 15-й розіграш турніру. Матч відбувся 13 серпня 2016 року між чемпіоном Косова Феронікелі та володарем кубка Косова Приштиною.
| Володар Суперкубка Косова 2016 |
| ------------------------------ |
|                                |
| Приштина Дев'ятий титул        |

## Матч

### Деталі
| 13 серпня 2016 17:00 (EEST) |

| Приштина               | 2:1      | Феронікелі        |
| ---------------------- | -------- | ----------------- |
| Краснікі 36' Янузі 72' | Протокол | Малічі 51' (пен.) |

| Шахін Хаксіісламі, Печ |

| Приштина | Феронікелі |

| В        | 1  | Албан Мучикі      |
| З        | 22 | Лорік Максхуні    |
| З        | 4  | Арменд Даллку (к) |
| З        | 21 | Лірідон Кукай     |
| З        | 13 | Лірідон Лечі      |
| ПЗ       | 6  | Дебатік Цуррі     |
| ПЗ       | 7  | Лорік Бошняку     |
| ПЗ       | 8  | Ендріт Краснікі   |
| Н        | 77 | Мергім Певкелі    |
| Н        | 15 | Гуатьєр Манкенда  |
| Н        | 25 | Абдул Халід Басіт |
| Запасні: |    |                   |
| В        | 12 | Вісар Бекай       |
| З        | 19 | Мілош Мілович     |
| Н        | 27 | Ахмед Янузі       |
| ПЗ       | 16 | Генк Хаміті       |
| ПЗ       | 17 | Гентріт Беголлі   |
| ПЗ       | 99 | Крешнік Луштаку   |
| Н        | 11 | Лабінот Османі    |

| В  | 1  | Фламур Незірі     |
| З  | -  | Беснік Краснікі   |
| З  | 18 | Хаксхі Шала       |
| З  | 4  | Фідан Гербеші (к) |
| З  | 5  | Адріан Лімані     |
| ПЗ | 25 | Буджар Шабані     |
| ПЗ | 7  | Ментор Ждрелла    |
| ПЗ | 20 | Бехар Малічі      |
| ПЗ | 8  | Марк Міліцай      |
| ПЗ | -  | Блеранд Куртішай  |
| ПЗ | 17 | Мендурім Хоті     |